# Сантерамо ин Коле
Сантерамо ин Коле (итал. Santeramo in Colle) је насеље у Италији у округу Бари, региону Апулија.
Према процени из 2011. у насељу је живело 24922 становника. Насеље се налази на надморској висини од 496 м.

## Географија
| Клима (Сантерамо ин Коле)   | Клима (Сантерамо ин Коле) | Клима (Сантерамо ин Коле) | Клима (Сантерамо ин Коле) | Клима (Сантерамо ин Коле) | Клима (Сантерамо ин Коле) | Клима (Сантерамо ин Коле) | Клима (Сантерамо ин Коле) | Клима (Сантерамо ин Коле) | Клима (Сантерамо ин Коле) | Клима (Сантерамо ин Коле) | Клима (Сантерамо ин Коле) | Клима (Сантерамо ин Коле) | Клима (Сантерамо ин Коле) |
| Показатељ \ Месец           | .Јан.                     | .Феб.                     | .Мар.                     | .Апр.                     | .Мај.                     | .Јун.                     | .Јул.                     | .Авг.                     | .Сеп.                     | .Окт.                     | .Нов.                     | .Дец.                     | .Год.                     |
| --------------------------- | ------------------------- | ------------------------- | ------------------------- | ------------------------- | ------------------------- | ------------------------- | ------------------------- | ------------------------- | ------------------------- | ------------------------- | ------------------------- | ------------------------- | ------------------------- |
| Апсолутни максимум, °C (°F) | 17,4 (63,3)               | 20,4 (68,7)               | 20,6 (69,1)               | 27,4 (81,3)               | 33,2 (91,8)               | 39,8 (103,6)              | 40,8 (105,4)              | 39,2 (102,6)              | 35,2 (95,4)               | 31,2 (88,2)               | 22,8 (73)                 | 19,0 (66,2)               | 40,8 (105,4)              |
| Средњи максимум, °C (°F)    | 7,6 (45,7)                | 8,1 (46,6)                | 10,6 (51,1)               | 14,0 (57,2)               | 19,7 (67,5)               | 24,4 (75,9)               | 27,3 (81,1)               | 27,2 (81)                 | 23,3 (73,9)               | 17,3 (63,1)               | 11,9 (53,4)               | 8,8 (47,8)                | 27,3 (81,1)               |
| Средњи минимум, °C (°F)     | 0,9 (33,6)                | 0,8 (33,4)                | 2,3 (36,1)                | 4,5 (40,1)                | 7,8 (46)                  | 12,7 (54,9)               | 15,3 (59,5)               | 15,4 (59,7)               | 12,3 (54,1)               | 9,0 (48,2)                | 4,8 (40,6)                | 2,4 (36,3)                | 0,8 (33,4)                |
| Апсолутни минимум, °C (°F)  | −11,8 (10,8)              | −11,4 (11,5)              | −10,2 (13,6)              | −4,8 (23,4)               | −1,4 (29,5)               | 5,0 (41)                  | 7,0 (44,6)                | 6,6 (43,9)                | 2,6 (36,7)                | −2,6 (27,3)               | −7,2 (19)                 | −9,2 (15,4)               | −11,8 (10,8)              |
| Количина падавина, mm (in)  | 50,2 (19,76)              | 71,2 (28,03)              | 60,5 (23,82)              | 45,7 (17,99)              | 43,4 (17,09)              | 29,5 (11,61)              | 23,6 (9,29)               | 32,2 (12,68)              | 45,4 (17,87)              | 67,7 (26,65)              | 67,0 (26,38)              | 60,1 (23,66)              | 596,5 (234,83)            |
| [ тражи се извор ]          |                           |                           |                           |                           |                           |                           |                           |                           |                           |                           |                           |                           |                           |

## Становништво
| 1931.  | 1936.  | 1951.  | 1961.  | 1971.  | 1981.  | 1991.  | 2001.  | 2011.  |
| ------ | ------ | ------ | ------ | ------ | ------ | ------ | ------ | ------ |
| 17.102 | 17.069 | 19.727 | 20.127 | 20.198 | 22.417 | 24.435 | 26.050 | 26.770 |